# Philidris pubescens
Philidris pubescens es una especie de hormiga del género Philidris, subfamilia Dolichoderinae. Fue descrita científicamente por Donisthorpe en 1949.

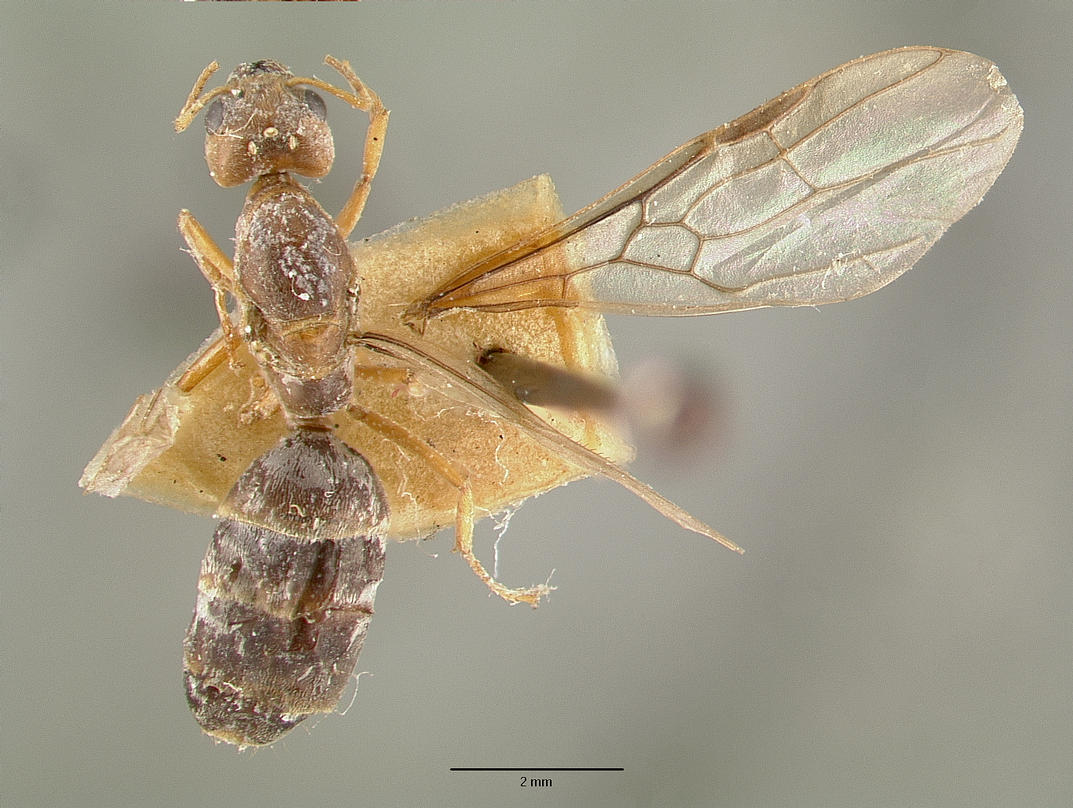
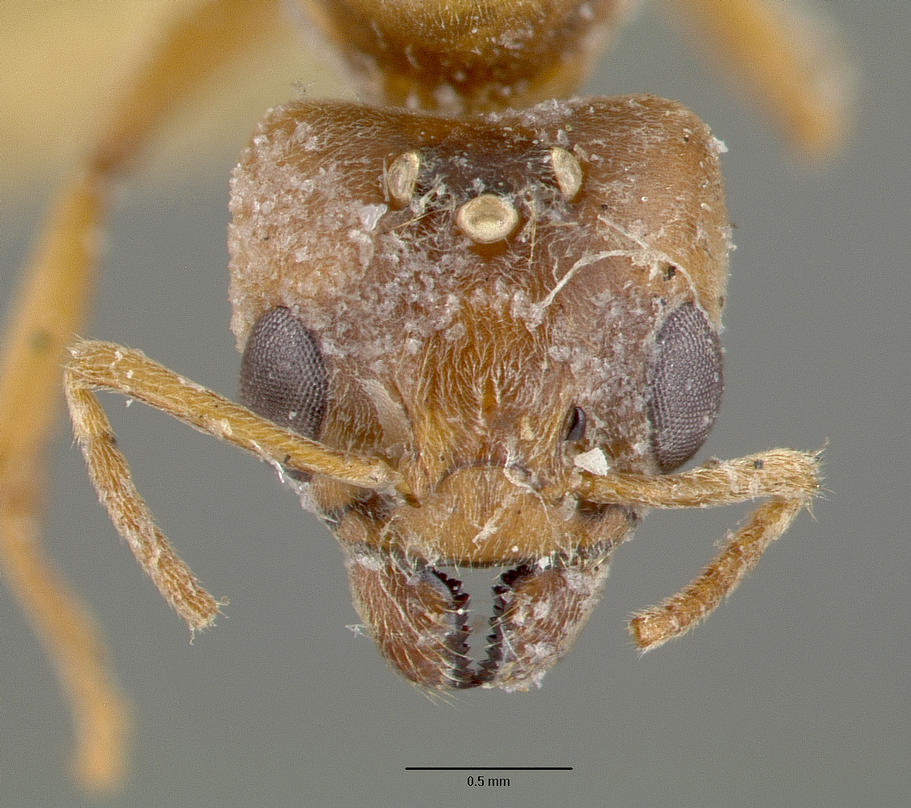

Se distribuye por Indonesia.